# Creedence Clearwater Revival/Diskografie
Diese Diskografie ist eine Übersicht über die musikalischen Werke der US-amerikanischen Rockgruppe Creedence Clearwater Revival (auch CCR). Den Quellenangaben und Schallplattenauszeichnungen zufolge hat sie bisher mehr als 76,1 Millionen Tonträger verkauft, davon alleine in ihrer Heimat über 65 Millionen. Ihre erfolgreichste Veröffentlichung ist das Album Chronicle – The 20 Greatest Hits mit über 12,9 Millionen verkauften Einheiten.
Die Band veröffentlichte während ihrer aktiven Zeit in den Jahren 1968 bis 1972 sieben Studioalben, die alle mit Edelmetall ausgezeichnet wurden. Cosmo’s Factory, die kommerziell erfolgreichste Studioproduktion, erhielt vierfach Platin. Das insgesamt erfolgreichste Album ist die Kompilation Chronicle – The 20 Greatest Hits, für die es sogar eine 12-fache Platin-Auszeichnung gab.
Die meisten der Singleveröffentlichungen platzierten sich in den internationalen Charts, viele in den Top 10. Fünf Lieder schafften es auf die Spitzenposition: Proud Mary und Lookin’ Out My Back Door in Österreich, Bad Moon Rising im Vereinigten Königreich, Hey Tonight in Deutschland und Sweet Hitch-Hiker in der Schweiz. Diese Titel bekamen, mit Ausnahme des goldprämierten Sweet Hitch-Hiker, je eine Platin-Schallplatte in den USA. Das erreichte außerdem nur die Single Down on the Corner, deren höchste Platzierung Rang 2 in Deutschland war.

## Alben

### Studioalben
| Jahr | Titel Musiklabel                             | Höchstplatzierung, Gesamtwochen, AuszeichnungChartplatzierungen (Jahr, Titel, Musiklabel, Platzierungen, Wochen, Auszeichnungen, Anmerkungen) | Höchstplatzierung, Gesamtwochen, AuszeichnungChartplatzierungen (Jahr, Titel, Musiklabel, Platzierungen, Wochen, Auszeichnungen, Anmerkungen) | Höchstplatzierung, Gesamtwochen, AuszeichnungChartplatzierungen (Jahr, Titel, Musiklabel, Platzierungen, Wochen, Auszeichnungen, Anmerkungen) | Höchstplatzierung, Gesamtwochen, AuszeichnungChartplatzierungen (Jahr, Titel, Musiklabel, Platzierungen, Wochen, Auszeichnungen, Anmerkungen) | Höchstplatzierung, Gesamtwochen, AuszeichnungChartplatzierungen (Jahr, Titel, Musiklabel, Platzierungen, Wochen, Auszeichnungen, Anmerkungen) | Anmerkungen                                                                                       |
| Jahr | Titel Musiklabel                             | DE | AT | CH | UK | US | Anmerkungen                                                                                       |
| ---- | -------------------------------------------- | --- | --- | --- | --- | --- | ------------------------------------------------------------------------------------------------- |
| 1968 | Creedence Clearwater Revival Fantasy Records | DE— GoldDE | — | — | — | US52 Platin · (73 Wo.)US | Erstveröffentlichung: 5. Juli 1968 Produzent: Saul Zaentz                                         |
| 1969 | Bayou Country Fantasy Records                | DE33 Gold · (8 Wo.)DE | — | — | UK62 (1 Wo.)UK | US7 ×2Doppelplatin · (88 Wo.)US | Erstveröffentlichung: 5. Januar 1969 Charteintritt in UK erst im Mai 1970 Produzent: John Fogerty |
| 1969 | Green River Fantasy Records                  | DE11 Gold · (16 Wo.)DE | — | — | UK20 (6 Wo.)UK | US1 ×3Dreifachplatin · (88 Wo.)US | Erstveröffentlichung: 3. August 1969 Produzent: John Fogerty Platz 95 der Rolling-Stone-500       |
| 1969 | Willy and the Poor Boys Fantasy Records      | DE25 (24 Wo.)DE | — | — | UK10 (24 Wo.)UK | US3 ×2Doppelplatin · (60 Wo.)US | Erstveröffentlichung: 2. November 1969 Produzent: John Fogerty Platz 392 der Rolling-Stone-500    |
| 1970 | Cosmo’s Factory Fantasy Records              | DE4 Gold · (28 Wo.)DE | — | — | UK1 Gold · (15 Wo.)UK | US1 ×4Vierfachplatin · (69 Wo.)US | Erstveröffentlichung: 16. Juli 1970 Produzent: John Fogerty Platz 265 der Rolling-Stone-500       |
| 1970 | Pendulum Fantasy Records                     | DE3 (40 Wo.)DE | — | — | UK8 (12 Wo.)UK | US5 Platin · (42 Wo.)US | Erstveröffentlichung: 7. Dezember 1970 Produzent: John Fogerty                                    |
| 1972 | Mardi Gras Fantasy Records                   | DE10 (16 Wo.)DE | — | — | — | US12 Gold · (24 Wo.)US | Erstveröffentlichung: 11. April 1972 Produzenten: Doug Clifford, John Fogerty, Stu Cook           |

grau schraffiert: keine Chartdaten aus diesem Jahr verfügbar

### Livealben
| Jahr | Titel Musiklabel                                            | Höchstplatzierung, Gesamtwochen, AuszeichnungChartplatzierungen (Jahr, Titel, Musiklabel, Platzierungen, Wochen, Auszeichnungen, Anmerkungen) | Höchstplatzierung, Gesamtwochen, AuszeichnungChartplatzierungen (Jahr, Titel, Musiklabel, Platzierungen, Wochen, Auszeichnungen, Anmerkungen) | Höchstplatzierung, Gesamtwochen, AuszeichnungChartplatzierungen (Jahr, Titel, Musiklabel, Platzierungen, Wochen, Auszeichnungen, Anmerkungen) | Höchstplatzierung, Gesamtwochen, AuszeichnungChartplatzierungen (Jahr, Titel, Musiklabel, Platzierungen, Wochen, Auszeichnungen, Anmerkungen) | Höchstplatzierung, Gesamtwochen, AuszeichnungChartplatzierungen (Jahr, Titel, Musiklabel, Platzierungen, Wochen, Auszeichnungen, Anmerkungen) | Anmerkungen                                                                |
| Jahr | Titel Musiklabel                                            | DE | AT | CH | UK | US | Anmerkungen                                                                |
| ---- | ----------------------------------------------------------- | --- | --- | --- | --- | --- | -------------------------------------------------------------------------- |
| 1973 | Live in Europe Fantasy Records                              | — | — | — | — | US143 (10 Wo.)US | Erstveröffentlichung: 16. Oktober 1973                                     |
| 1973 | Live in Germany Fantasy Records                             | — | — | — | — | — | Erstveröffentlichung: 1973                                                 |
| 1975 | Live Creedence Musidisc                                     | — | — | — | — | — | Erstveröffentlichung: 1975                                                 |
| 1980 | The Concert / The Royal Albert Hall Concert Fantasy Records | — | — | — | — | US62 Platin · (20 Wo.)US | Erstveröffentlichung: 7. Oktober 1980 aufgenommen 1970 im Oakland Coliseum |
| 2019 | Live at Woodstock Craft Recordings (Concord)                | DE19 (7 Wo.)DE | AT24 (4 Wo.)AT | CH60 (2 Wo.)CH | — | — | Erstveröffentlichung: 2. August 2019                                       |
| 2022 | Live at the Royal Albert Hall Craft Recordings (Concord)    | DE23 (1 Wo.)DE | AT45 (1 Wo.)AT | CH23 (2 Wo.)CH | UK50 (1 Wo.)UK | US192 (1 Wo.)US | Erstveröffentlichung: 16. September 2022                                   |

grau schraffiert: keine Chartdaten aus diesem Jahr verfügbar

### Kompilationen
Von Creedence Clearwater Revival existieren eine Vielzahl länderspezifische Kompilationen. Aus Gründen der Übersichtlichkeit wurde die Auswahl hier beschränkt auf weltweit, oder im deutschsprachigen Raum veröffentlichte Produkte, bzw. Kompilationen, die belegte Verkaufszahlen vorweisen können.
| Jahr | Titel Musiklabel                                                            | Höchstplatzierung, Gesamtwochen, AuszeichnungChartplatzierungen (Jahr, Titel, Musiklabel, Platzierungen, Wochen, Auszeichnungen, Anmerkungen) | Höchstplatzierung, Gesamtwochen, AuszeichnungChartplatzierungen (Jahr, Titel, Musiklabel, Platzierungen, Wochen, Auszeichnungen, Anmerkungen) | Höchstplatzierung, Gesamtwochen, AuszeichnungChartplatzierungen (Jahr, Titel, Musiklabel, Platzierungen, Wochen, Auszeichnungen, Anmerkungen) | Höchstplatzierung, Gesamtwochen, AuszeichnungChartplatzierungen (Jahr, Titel, Musiklabel, Platzierungen, Wochen, Auszeichnungen, Anmerkungen) | Höchstplatzierung, Gesamtwochen, AuszeichnungChartplatzierungen (Jahr, Titel, Musiklabel, Platzierungen, Wochen, Auszeichnungen, Anmerkungen) | Anmerkungen                                                         |
| Jahr | Titel Musiklabel                                                            | DE | AT | CH | UK | US | Anmerkungen                                                         |
| ---- | --------------------------------------------------------------------------- | --- | --- | --- | --- | --- | ------------------------------------------------------------------- |
| 1970 | The Best Of America Records                                                 | DE10 (16 Wo.)DE | — | — | — | — | Erstveröffentlichung: 1970                                          |
| 1970 | Spirit Orgaszmus Bellaphon                                                  | DE6 (12 Wo.)DE | — | — | — | — | Erstveröffentlichung: März 1970 mit Jeronimo                        |
| 1972 | Creedence Gold Fantasy Records                                              | — | — | — | — | US15 ×2Doppelplatin · (37 Wo.)US | Erstveröffentlichung: 1972                                          |
| 1972 | 20 Super Hits Fantasy Records                                               | DE42 (4 Wo.)DE | — | — | — | — | Erstveröffentlichung: 1972                                          |
| 1973 | More Creedence Gold Fantasy Records                                         | — | — | — | — | US61 Gold · (18 Wo.)US | Erstveröffentlichung: 1. April 1973                                 |
| 1974 | 20 Super Hits, Vol. II Fantasy Records                                      | — | — | — | — | — | Erstveröffentlichung: 1974                                          |
| 1976 | Chronicle – The 20 Greatest Hits / Chronicle, Vol. 1 Fantasy Records        | DE50 Gold · (4 Wo.)DE | AT60 Gold · (1 Wo.)AT | — | UK— GoldUK | US18 ×2Diamant + Doppelplatin · (… Wo.)US | Erstveröffentlichung: 11. Januar 1976 Charteintritt in AT erst 2014 |
| 1978 | Greatest Hits – Creedence Clearwater Revival Fantasy Records                | — | — | — | UK35 (5 Wo.)UK | — | Erstveröffentlichung: 1978                                          |
| 1978 | Creedence Clearwater Revival, Vol. 2 Fantasy Records                        | — | — | — | — | — | Erstveröffentlichung: 1978                                          |
| 1979 | Ihre 20 größten Hits K-Tel                                                  | — | AT6 (12 Wo.)AT | — | — | — | Erstveröffentlichung: 1979                                          |
| 1980 | Hey Tonight auch bekannt als: Ihre Schönsten Lieder Fantasy Records         | DE1 (11 Wo.)DE | — | — | — | — | Erstveröffentlichung: September 1980                                |
| 1981 | Creedence Country Fantasy Records                                           | — | — | — | — | — | Erstveröffentlichung: 1981                                          |
| 1981 | Hits Album Fantasy Records                                                  | — | — | — | — | — | Erstveröffentlichung: 1981                                          |
| 1982 | Chooglin’ Fantasy Records                                                   | — | — | — | — | — | Erstveröffentlichung: 1982                                          |
| 1985 | The Creedence Collection Impression Records                                 | — | — | — | UK68 (2 Wo.)UK | — | Erstveröffentlichung: 1985                                          |
| 1985 | The Movie Album auch bekannt als: At the Movies Fantasy Records             | — | — | — | — | — | Erstveröffentlichung: 1985                                          |
| 1987 | Hot Stuff Fantasy Records                                                   | — | — | — | — | US— GoldUS | Erstveröffentlichung: 1987                                          |
| 1988 | Rollin’ on the River Fantasy Records                                        | — | — | — | — | US— GoldUS | Erstveröffentlichung: 1988                                          |
| 1988 | The Best of … – Volume 1 Fantasy Records                                    | — | — | — | — | — | Erstveröffentlichung: 1988                                          |
| 1988 | The Best of … – Volume 2 Fantasy Records                                    | — | — | — | — | — | Erstveröffentlichung: 1988                                          |
| 1990 | 21st Anniversary: The Ultimate Collection (24 Classic Hits) Fantasy Records | — | — | — | — | — | Erstveröffentlichung: 26. August 1990                               |
| 1993 | The Legends Collection Fantasy Records                                      | — | — | — | — | — | Erstveröffentlichung: 1993                                          |
| 1994 | Really the Best ZYX Music                                                   | DE43 (10 Wo.)DE | — | — | — | — | Erstveröffentlichung: 1994                                          |
| 1995 | Keep On Chooglin’ Fantasy Records                                           | — | — | — | — | — | Erstveröffentlichung: 1995                                          |
| 2000 | The Ultimate Creedence Clearwater Revival Zyx Music                         | — | — | — | — | — | Erstveröffentlichung: 13. November 2000                             |
| 2002 | 24 Carat Zyx Music                                                          | — | — | — | — | — | Erstveröffentlichung: 2002                                          |
| 2007 | Rock Legends Concord Records (UMG)                                          | — | — | — | — | — | Erstveröffentlichung: 2007                                          |
| 2008 | The Best of Fantasy Records (UMG)                                           | — | — | CH50 (7 Wo.)CH | UK46 Platin · (2 Wo.)UK | — | Erstveröffentlichung: 24. Juni 2008                                 |
| 2009 | Opus Collection Starbucks Coffee                                            | — | — | — | — | US25 (4 Wo.)US | Erstveröffentlichung: 2009                                          |
| 2009 | Covers the Classics Fantasy Records                                         | — | — | — | — | — | Erstveröffentlichung: 2009                                          |
| 2012 | Greatest Hits & All-Time Classics Fantasy Records                           | — | — | — | — | — | Erstveröffentlichung: 2012                                          |
| 2013 | Bad Moon Rising – The Collection Spectrum Music (UMG)                       | — | — | — | UK— GoldUK | — | Erstveröffentlichung: 2013                                          |
| 2014 | The 1969 Singles Fantasy Records (UMG)                                      | — | — | — | — | — | Erstveröffentlichung: 19. April 2014                                |
| 2024 | Bad Moon Rising: Shadows on the Bayou Universal Records (UMG)               | — | — | — | — | — | Erstveröffentlichung: 24. Oktober 2024                              |

grau schraffiert: keine Chartdaten aus diesem Jahr verfügbar

## Singles
| Jahr | Titel Album                                                               | Höchstplatzierung, Gesamtwochen, AuszeichnungChartplatzierungen (Jahr, Titel, Album, Platzierungen, Wochen, Auszeichnungen, Anmerkungen) | Höchstplatzierung, Gesamtwochen, AuszeichnungChartplatzierungen (Jahr, Titel, Album, Platzierungen, Wochen, Auszeichnungen, Anmerkungen) | Höchstplatzierung, Gesamtwochen, AuszeichnungChartplatzierungen (Jahr, Titel, Album, Platzierungen, Wochen, Auszeichnungen, Anmerkungen) | Höchstplatzierung, Gesamtwochen, AuszeichnungChartplatzierungen (Jahr, Titel, Album, Platzierungen, Wochen, Auszeichnungen, Anmerkungen) | Höchstplatzierung, Gesamtwochen, AuszeichnungChartplatzierungen (Jahr, Titel, Album, Platzierungen, Wochen, Auszeichnungen, Anmerkungen) | Anmerkungen | [↑]: gemeinsam behandelt mit vorhergehendem Eintrag; [←]: in beiden Charts platziert |
| Jahr | Titel Album                                                               | DE | AT | CH | UK | US | Anmerkungen |                                                                                      |
| ---- | ------------------------------------------------------------------------- | --- | --- | --- | --- | --- | --- | ------------------------------------------------------------------------------------ |
| 1968 | Porterville Creedence Clearwater Revival                                  | — | — | — | — | — | Erstveröffentlichung: 3. Februar 1968 |                                                                                      |
| 1968 | Suzie Q. (Part One) Creedence Clearwater Revival                          | — | — | — | — | US11 Platin · (12 Wo.)US | Erstveröffentlichung: 15. Juni 1968 benannt nach dem Tanzschritt aus den 1930er Jahren Autoren: Dale Hawkins, Eleanor Broadwater, Stanley Lewis   |                                                                                      |
| 1968 | I Put a Spell on You Creedence Clearwater Revival                         | — | — | — | — | US58 Gold · (9 Wo.)US | Erstveröffentlichung: 1. Oktober 1968 Autor und Original: Screamin’ Jay Hawkins, 1956                                                             |                                                                                      |
| 1968 | Proud Mary Bayou Country                                                  | DE4 Gold · (18 Wo.)DE | AT1 (16 Wo.)AT | CH4 (12 Wo.)CH | UK8 Silber · (13 Wo.)UK | US2 ×2Doppelplatin · (14 Wo.)US | Erstveröffentlichung: 30. Dezember 1968 Autor: John Fogerty                                                                                       |                                                                                      |
| 1969 | Bad Moon Rising Green River                                               | DE8 Gold · (16 Wo.)DE | AT8 (16 Wo.)AT | CH9 (3 Wo.)CH | UK1 Platin · (16 Wo.)UK | US2 ×2Doppelplatin · (14 Wo.)US | Erstveröffentlichung: 19. April 1969 Autor: John Fogerty                                                                                          |                                                                                      |
| 1969 | Lodi Green River[DE: ↑][AT: ↑][CH: ↑][UK: ↑]                              | DE8 Gold · (16 Wo.)DE | AT8 (16 Wo.)AT | CH9 (3 Wo.)CH | UK1 Platin · (16 Wo.)UK | US52 Gold · (4 Wo.)US | Autor: John Fogerty |                                                                                      |
| 1969 | Bootleg Bayou Country                                                     | — | — | — | — | — | Erstveröffentlichung: 14. Juli 1969 |                                                                                      |
| 1969 | Green River                                                               | DE8 (14 Wo.)DE | AT5 (12 Wo.)AT | CH8 (1 Wo.)CH | UK19 (11 Wo.)UK | US2 Platin · (13 Wo.)US | Erstveröffentlichung: 26. Juli 1969 Autor: John Fogerty                                                                                           |                                                                                      |
| 1969 | Commotion Green River[DE: ↑][AT: ↑][CH: ↑][UK: ↑]                         | DE8 (14 Wo.)DE | AT5 (12 Wo.)AT | CH8 (1 Wo.)CH | UK19 (11 Wo.)UK | US30 (8 Wo.)US | Autor: John Fogerty |                                                                                      |
| 1969 | Down on the Corner Willy and the Poor Boys                                | DE2 (20 Wo.)DE | AT9 (12 Wo.)AT | — | UK31 Silber · (6 Wo.)UK | US3 ×2Doppelplatin · (15 Wo.)US | Erstveröffentlichung: 18. Oktober 1969 Autor: John Fogerty                                                                                        |                                                                                      |
| 1969 | Fortunate Son Willy and the Poor Boys                                     | DE— GoldDE | — | — | UK— ×2DoppelplatinUK | US— ×8AchtfachplatinUS | Autor: John Fogerty |                                                                                      |
| 1970 | Travelin’ Band Cosmo’s Factory                                            | DE4 (12 Wo.)DE | AT8 (12 Wo.)AT | CH4 (15 Wo.)CH | UK8 (13 Wo.)UK | US2 Gold · (10 Wo.)US | Erstveröffentlichung: 24. Januar 1970 Autor: John Fogerty                                                                                         |                                                                                      |
| 1970 | Who’ll Stop the Rain Cosmo’s Factory                                      | — | — | — | — | US— PlatinUS | Autor: John Fogerty |                                                                                      |
| 1970 | Up Around the Bend Cosmo’s Factory                                        | DE3 (14 Wo.)DE | AT3 (16 Wo.)AT | CH6 (9 Wo.)CH | UK3 Silber (Up Around the Bend) + Silber (Run Through the Jungle) · (12 Wo.)UK                                                           | US4 ×2Gold + Doppelplatin (Digital) · (11 Wo.)US                                                                                         | Erstveröffentlichung: April 1970 Autor: John Fogerty                                                                                              |                                                                                      |
| 1970 | Run Through the Jungle Cosmo’s Factory[DE: ↑][AT: ↑][CH: ↑][UK: ↑][US: ↑] | DE3 (14 Wo.)DE | AT3 (16 Wo.)AT | CH6 (9 Wo.)CH | UK3 Silber (Up Around the Bend) + Silber (Run Through the Jungle) · (12 Wo.)UK                                                           | US4 ×2Gold + Doppelplatin (Digital) · (11 Wo.)US                                                                                         | Autor: John Fogerty |                                                                                      |
| 1970 | Lookin’ Out My Back Door Cosmo’s Factory                                  | DE2 (20 Wo.)DE | AT1 (16 Wo.)AT | — | — | US2 ×2Doppelplatin · (13 Wo.)US | Erstveröffentlichung: 29. Juli 1970 Autor: John Fogerty                                                                                           |                                                                                      |
| 1970 | Long as I Can See the Light Cosmo’s Factory                               | — | — | CH10 (2 Wo.)CH | UK20 (9 Wo.)UK[US: ↑] | US2 ×2Doppelplatin · (13 Wo.)US | Autor: John Fogerty |                                                                                      |
| 1971 | Hey Tonight Pendulum                                                      | DE1 Gold · (27 Wo.)DE | AT9 (4 Wo.)AT | CH3 (12 Wo.)CH | — | US11 (5 Wo.)US | Erstveröffentlichung: 3. Januar 1971 Autor: John Fogerty                                                                                          |                                                                                      |
| 1971 | Have You Ever Seen the Rain? Pendulum                                     | DE— GoldDE | AT3 (12 Wo.)AT | — | UK36 Platin · (6 Wo.)UK | US8 ×8Gold (Physisch) + Achtfachplatin (Digital) · (10 Wo.)US                                                                            | Autor: John Fogerty |                                                                                      |
| 1971 | Sweet Hitch-Hiker Mardi Gras                                              | DE6 (19 Wo.)DE | — | CH1 (13 Wo.)CH | UK36 (8 Wo.)UK | US6 Gold · (9 Wo.)US | Erstveröffentlichung: 30. Juni 1971 Autor: John Fogerty                                                                                           |                                                                                      |
| 1972 | Someday Never Comes Mardi Gras                                            | DE29 (7 Wo.)DE | — | — | — | US25 (8 Wo.)US | Erstveröffentlichung: 12. April 1972 Autor: John Fogerty                                                                                          |                                                                                      |
| 1972 | Born on the Bayou Bayou Country                                           | — | — | — | — | US— PlatinUS | Erstveröffentlichung: 12. April 1972 |                                                                                      |
| 1972 | Molina Pendulum                                                           | DE32 (7 Wo.)DE | — | — | — | — | Erstveröffentlichung: 11. September 1972 Autor: John Fogerty                                                                                      |                                                                                      |
| 1973 | Cotton Fields Willy and the Poor Boys                                     | — | — | — | — | — | Erstveröffentlichung: 20. Dezember 1973 |                                                                                      |
| 1975 | I Heard It Through the Grapevine Chronicle – The 20 Greatest Hits         | — | — | — | — | US43 (8 Wo.)US | Erstveröffentlichung: 28. Dezember 1975 Autoren: Norman Whitfield, Barrett Strong Original: Gladys Knight & the Pips, 1967                        |                                                                                      |
| 1981 | Medley U. S. A. –                                                         | — | — | — | — | — | Erstveröffentlichung: 1981 inkl. Travelin’ Band, Lodi, The Midnight Special, Born on the Bayou, Proud Mary, Lookin’ Out My Back Door, Green River |                                                                                      |
| 1985 | Medley I –                                                                | — | — | — | — | — | Erstveröffentlichung: 1985 inkl. Travelin’ Band, Lodi, The Midnight Special, Born on the Bayou, Proud Mary, Lookin’ Out My Back Door, Green River |                                                                                      |
| 1997 | The CCR Mix –                                                             | — | — | — | — | — | Erstveröffentlichung: 1997 |                                                                                      |

grau schraffiert: keine Chartdaten aus diesem Jahr verfügbar

## Videoalben
| Jahr | Titel Musiklabel                                    | Anmerkungen                |
| ---- | --------------------------------------------------- | -------------------------- |
| 2005 | Creedence Clearwater Revival Featuring John Fogerty | Erstveröffentlichung: 2005 |
| 2006 | The Ultimate Collection                             | Erstveröffentlichung: 2006 |
| 2009 | Travelin’ Band                                      | Erstveröffentlichung: 2009 |
| 2009 | Proud Mary                                          | Erstveröffentlichung: 2009 |

## Boxsets
| Jahr | Titel Musiklabel                                     | Anmerkungen                                        |
| ---- | ---------------------------------------------------- | -------------------------------------------------- |
| 1978 | Creedence Clearwater Revival 1968/69 Fantasy Records | Erstveröffentlichung: 1978                         |
| 1978 | Creedence Clearwater Revival 1969 Fantasy Records    | Erstveröffentlichung: 1978                         |
| 1978 | Creedence Clearwater Revival 1970 Fantasy Records    | Erstveröffentlichung: 1978                         |
| 1998 | 7 CD-Collection Fantasy Records                      | Erstveröffentlichung: 1998                         |
| 2001 | Creedence Clearwater Revival Fantasy Records         | Erstveröffentlichung: 2001 Box mit 6 CD’s          |
| 2003 | Original Vinyl Collection Fantasy Records            | Erstveröffentlichung: 2003 Box mit 7 CD’s          |
| 2009 | 40th Anniversary Editions Box Set Fantasy Records    | Erstveröffentlichung: 22. Juni 2009 Box mit 7 CD’s |

## Statistik

### Chartauswertung
|                     | DE     | AT    | CH    | UK    | US     |
| ------------------- | ------ | ----- | ----- | ----- | ------ |
| Nummer-eins-Alben   | DE1DE  | AT—AT | CH—CH | UK1UK | US2US  |
| Top-10-Alben        | DE5DE  | AT1AT | CH—CH | UK3UK | US5US  |
| Alben in den Charts | DE14DE | AT4AT | CH3CH | UK9UK | US15US |

|                       | DE     | AT    | CH    | UK    | US     |
| --------------------- | ------ | ----- | ----- | ----- | ------ |
| Nummer-eins-Singles   | DE1DE  | AT2AT | CH1CH | UK1UK | US—US  |
| Top-10-Singles        | DE9DE  | AT9AT | CH8CH | UK4UK | US9US  |
| Singles in den Charts | DE11DE | AT9AT | CH8CH | UK9UK | US16US |

### Auszeichnungen für Musikverkäufe
| Land/RegionAuszeichnungen für Musikverkäufe (Land/Region, Auszeichnungen, Verkäufe, Quellen) | Silber     | Gold       | Platin         | Diamant  | Verkäufe   | Quellen |
| -------------------------------------------------------------------------------------------- | ---------- | ---------- | -------------- | -------- | ---------- | --- |
| Argentinien (CAPIF)                                                                          | —          | Gold1      | 6× Platin6     | —        | 286.000    | capif.org.ar (Memento vom 20. August 2011 im Internet Archive) AR2 (Memento vom 6. Juli 2011 im Internet Archive) |
| Australien (ARIA)                                                                            | —          | —          | 29× Platin29   | —        | 2.010.000  | aria.com.au |
| Belgien (BRMA)                                                                               | —          | Gold1      | —              | —        | 25.000     | ultratop.be |
| Brasilien (PMB)                                                                              | —          | 3× Gold3   | —              | —        | 80.000     | pro-musicabr.org.br                                                                                               |
| Dänemark (IFPI)                                                                              | —          | Gold1      | 5× Platin5     | —        | 360.000    | ifpi.dk |
| Deutschland (BVMI)                                                                           | —          | 10× Gold10 | —              | —        | 3.050.000  | musikindustrie.de                                                                                                 |
| Finnland (IFPI)                                                                              | —          | 3× Gold3   | Platin1        | —        | 97.965     | ifpi.fi |
| Italien (FIMI)                                                                               | —          | 2× Gold2   | 2× Platin2     | —        | 195.000    | fimi.it |
| Kanada (MC)                                                                                  | —          | Gold1      | 4× Platin4     | —        | 360.000    | musiccanada.com                                                                                                   |
| Neuseeland (RMNZ)                                                                            | —          | 2× Gold2   | 44× Platin44   | —        | 1.082.500  | aotearoamusiccharts.co.nz NZ2 NZ3                                                                                 |
| Niederlande (NVPI)                                                                           | —          | Gold1      | Platin1        | —        | 120.000    | nvpi.nl |
| Norwegen (IFPI)                                                                              | —          | —          | 2× Platin2     | —        | 100.000    | ifpi.no (Memento vom 5. November 2012 im Internet Archive)                                                        |
| Österreich (IFPI)                                                                            | —          | Gold1      | —              | —        | 25.000     | ifpi.at |
| Portugal (AFP)                                                                               | —          | —          | 2× Platin2     | —        | 20.000     | Einzelnachweise                                                                                                   |
| Schweden (IFPI)                                                                              | —          | —          | Platin1        | —        | 60.000     | sverigetopplistan.se                                                                                              |
| Spanien (Promusicae)                                                                         | —          | 4× Gold4   | 5× Platin5     | —        | 440.000    | elportaldemusica.es                                                                                               |
| Vereinigte Staaten (RIAA)                                                                    | —          | 12× Gold12 | 48× Platin48   | Diamant1 | 65.000.000 | riaa.com |
| Vereinigtes Königreich (BPI)                                                                 | 4× Silber4 | 4× Gold4   | 5× Platin5     | —        | 3.900.000  | bpi.co.uk |
| Insgesamt                                                                                    | 4× Silber4 | 46× Gold46 | 155× Platin155 | Diamant1 |            | |